# Dasyhelea intonsa
Dasyhelea intonsa är en tvåvingeart som beskrevs av Debenham 1987. Dasyhelea intonsa ingår i släktet Dasyhelea och familjen svidknott. Inga underarter finns listade i Catalogue of Life.